# Otakar Holec
Otakar Holec (známý také jako Ota Holec, * 14. září 1948 Brno) je český zážitkový pedagog, sportovec, hudebník a podnikatel. Řadí se mezi významné osobnosti české pedagogiky zážitku. Jeho jméno je spojeno s počátky Prázdninové školy Lipnice, v níž přes dvacet let působil jako instruktor a člen vedení a dvanáct let jako její předseda. Na začátku devadesátých let se podílel na jejím vstupu do mezinárodní outdoorové pedagogické organizace Outward Bound a na založení společnosti Outward Bound – Česká cesta s. r. o. V sedmdesátých letech rovněž založil softballový oddíl, který se později proměnil v baseballové Draky Brno. Jakožto klávesista v současnosti vystupuje s kapelou The Chairmen a spolupracuje se zpěvačkou Pavlou Roof na pořadu A la Ella.

## Životopis
V dětství se věnoval hře na piano, tenisu a atletice a sedmnáct let hrál basketbal za klub Technika Brno. Byl také členem turistického oddílu v DPM Lužánky.
Srpen 1968 jej zastihl na brigádě ve Velké Británii u strýce Bohuslava Šulce, válečného veterána. Rozhodl se však pro návrat do Československa. Koncem roku se ujal vedení junáckého oddílu (8. chlapecký oddíl v Brně) po příbuzných, kteří emigrovali.
Po vystudování Fakulty elektrotechnické VUT v Brně roku 1972 založil, vedl a trénoval v tělovýchovné jednotě Slavia VŠZ Brno softbalový oddíl, jenž byl díky úspěchům v turnajích zařazen do národní ligy a který se po jeho odchodu v roce 1982 transformoval v baseballový klub Draci Brno.
Roku 1975 jej bratr Petr přizval jako externího instruktora na Lipnici do vedení projektu Šance. O tři roky později se stal instruktorem začínající Prázdninové školy Lipnice. V letech 1987 až 1999 byl navíc jejím předsedou. Roku 1991 se účastnil čtvrté výroční konference Outward Bound International, přičemž ho přijal vévoda z Edinburghu, a i jeho zásluhou se v následujících letech Prázdninová škola Lipnice stala členem hnutí Outward Bound.
Tematikou zážitkové pedagogiky a Prázdninové školy Lipnice se Holec zabývá i v četných publikacích. Kromě článků v periodicích jako Metodické listy a Gymnasion přispěl například dvěma kapitolami do instruktorské příručky Prázdniny se šlehačkou (1984), vymyslel řadu skupinových her, z nichž mnohé byly popsány v knižní sérii Zlatý fond her (1990–2013), a editoval Instruktorský slabikář (1994), ve kterém sám zpracoval téma dramaturgie kurzů. Právě holistickou metodou dramaturgie je český přístup v rámci Outward Bound specifický. Holec také v řadě publikací pojednává o historii zážitkové pedagogiky v Česku. Ve sborníku Outdoor Activities: Proceedings of international seminar Prague ’94 byla například vydána jeho přednáška „The present and the future of Outward Bound Czech Republic“ a v časopisu Pedagogická orientace vyšel v roce 2021 jeho článek „Historií výchovy v přírodě v Čechách k lipnické Prázdninové škole“. Prázdninové škole Lipnice se také věnuje v knize Zahrady pozemských radostí: Pohled z dějin výchovy v přírodě (2019).
Po restituci majetku rodinné firmy na zpracování kamene byl od roku 1995 jejím manažerem.